# Тимошино (Можайский район)
Тимошино — деревня в Можайском районе Московской области в составе Порецкого сельского поселения. Численность постоянного населения по Всероссийской переписи 2010 года — 5 человек. До 2006 года Тимошино входило в состав Порецкого сельского округа.
Деревня расположена на северо-западе района, примерно в 32 км от Можайска, у истока безымянного правого притока Москва-реки, высота центра над уровнем моря 202 м. Ближайшие населённые пункты примерно в 1 км — Бурмакино на юг, Барсуки на юго-запад и Никитино на северо-запад.